# Jean-Apôtre Lazaridès
Jean-Apôtre (Apo) Lazaridès (Marles-les-Mines, 16 oktober 1925 – Nice, 30 oktober 1998) was een Frans profwielrenner.

## Biografie
Lazaridès, in het peloton kortweg Apo genoemd, was een jongere broer van Lucien Lazaridès. Beide broers waren van Griekse origine. De jongere Lazaridès was professioneel wielrenner van 1946 tot 1955. Hij was bekend om zijn klimmerscapaciteiten. Hij werd twee maal tweede in het bergklassement van de Ronde van Frankrijk. In 1948 werd hij tweede bij het Wereldkampioenschap op de weg voor profs in Valkenburg achter Briek Schotte. 

## Overwinningen en ereplaatsen
1946
- 1e in de 5e etappe Bordeaux-Grenoble
- 1e in het eindklassement Monaco-Parijs
- 2e in Milaan-San Remo
- 2e in de 4e etappe Ronde van Zwitserland
- 2e in de 5e etappe Ronde van Zwitserland
- 1e in de 4e etappe Parijs-Nice
- 2e in de 3e etappe Monaco-Parijs

1947
- 2e in de 3e etappe deel a Critérium du Dauphiné Libéré
- 3e in het eindklassement Circuit du Mont Ventoux
- 2e in de eindrangschikking bergklassement Ronde van Frankrijk.
- 2e in de 9e etappe Ronde van Frankrijk

1948
- 2e in Criterium der Azen
- 2e bij het Wereldkampioenschap op de weg voor profs

1949
- 1e in de Polymultipliée

1950
- 3e in de 1e etappe Critérium du Dauphiné Libéré
- 3e in de 6e etappe Critérium du Dauphiné Libéré
- 3e in de 7e etappe Critérium du Dauphiné Libéré
- 2e in het eindklassement Criterium du Dauphiné Libéré

1951
- 3e in de 4e etappe Critérium du Dauphiné Libéré

## Resultaten in voornaamste wedstrijden
| Jaar | Ronde van Italië | Ronde van Frankrijk | Ronde van Spanje |
| ---- | ---------------- | ------------------- | ---------------- |
| 1947 |                  | 10e                 |                  |
| 1948 |                  | 21e                 |                  |
| 1949 |                  | 9e                  |                  |
| 1950 | 34e              | 28e                 |                  |
| 1951 |                  | opgave              |                  |
| 1954 |                  | 13e                 |                  |
| 1955 |                  | 39e                 | opgave           |

| Jaar | Milaan-San Remo | Ronde van Lombardije |  | WK op de weg |
| ---- | --------------- | -------------------- |  | ------------ |
| 1947 |                 | 50e                  |  |              |
| 1948 |                 |                      |  | ↑            |
| 1949 | 59e             |                      |  |              |
| 1950 | 86e             |                      |  |              |
| 1951 |                 |                      |  |              |
| 1954 |                 |                      |  |              |
| 1955 |                 |                      |  |              |